# 4. rozdanie nagród Złotych Malin
Złote Maliny przyznane za rok 1983
| Kategoria                      | Dla | Za                                                   |
| ------------------------------ | --- | ---------------------------------------------------- |
| Najgorszy film                 | Robert R. Weston                                                                                            | Samotna kobieta                                      |
| Najgorszy film                 | Menahem Golan, Joram Globus                                                                                 | Przygody Herkulesa                                   |
| Najgorszy film                 | Rupert Hitzig                                                                                               | Szczęki 3-D                                          |
| Najgorszy film                 | Hank Moonjean                                                                                               | Stroker Ice                                          |
| Najgorszy film                 | Roger M. Rothstein, Joe Wizan                                                                               | W swoim rodzaju                                      |
| Najgorszy aktor                | Christopher Atkins                                                                                          | A Night in Heaven                                    |
| Najgorszy aktor                | Lou Ferrigno                                                                                                | Przygody Herkulesa                                   |
| Najgorszy aktor                | Lloyd Bochner                                                                                               | Kobieta samotna                                      |
| Najgorszy aktor                | John Travolta                                                                                               | Pozostać żywym W swiom rodzaju                       |
| Najgorszy aktor                | Barbra Streisand                                                                                            | Yentl                                                |
| Najgorsza aktorka              | Pia Zadora                                                                                                  | Samotna kobieta                                      |
| Najgorsza aktorka              | Linda Blair                                                                                                 | Więzienie kobiet                                     |
| Najgorsza aktorka              | Loni Anderson                                                                                               | Stroker Ace                                          |
| Najgorsza aktorka              | Olivia Newton-John                                                                                          | W swiom rodzaju                                      |
| Najgorsza aktorka              | Faye Dunaway                                                                                                | The Wicker Lady                                      |
| Najgorszy aktor drugoplanowy   | Jim Nabors                                                                                                  | Stroker Ace                                          |
| Najgorszy aktor drugoplanowy   | Louis Gossett Jr.                                                                                           | Szczęki 3-D                                          |
| Najgorszy aktor drugoplanowy   | Joseph Cali                                                                                                 | Samotna kobieta                                      |
| Najgorszy aktor drugoplanowy   | Anthony Holland                                                                                             | Samotna kobieta                                      |
| Najgorszy aktor drugoplanowy   | Richard Pryor                                                                                               | Superman III                                         |
| Najgorsza aktorka drugoplanowa | Sybil Danning                                                                                               | Więzienie kobiet Przygody Herkulesa                  |
| Najgorsza aktorka drugoplanowa | Bibi Besch                                                                                                  | Samotna kobieta                                      |
| Najgorsza aktorka drugoplanowa | Finola Hughes                                                                                               | Pozostać żywym                                       |
| Najgorsza aktorka drugoplanowa | Diana Scarwid                                                                                               | Dziwni najeźdźcy                                     |
| Najgorsza aktorka drugoplanowa | Amy Irving                                                                                                  | Yentl                                                |
| Najgorsza reżyseria            | Peter Sandy                                                                                                 | Samotna kobieta                                      |
| Najgorsza reżyseria            | Joe Alves                                                                                                   | Szczęki 3-D                                          |
| Najgorsza reżyseria            | Brian De Palma                                                                                              | Człowiek z blizną                                    |
| Najgorsza reżyseria            | Hal Needham                                                                                                 | Stroker Ace                                          |
| Najgorsza reżyseria            | John Herzfeld                                                                                               | W swoim rodzaju                                      |
| Najgorszy scenariusz           | Ellen Shephard, John Kershaw, Shawn Randall                                                                 | Samotna kobieta                                      |
| Najgorszy scenariusz           | Thomas Hedley Jr., Joe Eszterhas                                                                            | Flashdance                                           |
| Najgorszy scenariusz           | Luigi Cozzi                                                                                                 | Przygody Herkulesa                                   |
| Najgorszy scenariusz           | Richard Matheson, Carl Gottlieb, Guerdon Trueblood                                                          | Szczęki 3-D                                          |
| Najgorszy debiut aktorski      | Lou Ferrigno                                                                                                | Przygody Herkulesa                                   |
| Najgorszy debiut aktorski      | Cindy i Sandy                                                                                               | Szczęki 3-D                                          |
| Najgorszy debiut aktorski      | Reb Brown                                                                                                   | Yor, myśliwy z przyszłości                           |
| Najgorszy debiut aktorski      | Finola Hughes                                                                                               | Pozostać żywym                                       |
| Najgorszy debiut aktorski      | Loni Anderson                                                                                               | Stroker Ace                                          |
| Najgorsza piosenka             | Jeff Harrington, J. Pennig                                                                                  | „The Way You Do It” z filmu Samotna kobieta          |
| Najgorsza piosenka             | Charlie Calello, Roger Voudouris                                                                            | „Lonely Lady” z filmu Samotna kobieta                |
| Najgorsza piosenka             | Guido De Angelis, Maurizio De Angelis, Barbara Antonia, Susan Duncan-Smith, Pauline Hanna, Cesare De Natale | „Yor's World!” z filmu Yor, myśliwy z przyszłości    |
| Najgorsza piosenka             | Peer Raben, Jeanne Moreau                                                                                   | „Young and Joyful Bandit” z filmu Querelle           |
| Najgorsza piosenka             | Peer Rabin, Oscar Wilde                                                                                     | „Each Man Kills The Thing He Loves” z filmu Querelle |
| Najgorsza muzyka               | Charles Calello, Jeff Harrington, J. Pennig, Roger Voudouris                                                | Film o piratach                                      |
| Najgorsza muzyka               | John Scott, Guido De Angelis, Maurizio De Angelis                                                           | Yor, myśliwy z przyszłości                           |
| Najgorsza muzyka               | Peer Raben                                                                                                  | Querelle                                             |
| Najgorsza muzyka               | Giorgio Moroder                                                                                             | Superman III                                         |
| Najgorsza muzyka               | Michel Legrand, Marilyn Bergman, Alan Bergman                                                               | Yentl                                                |